# Кичереа (Јаши)
Кичереа (рум. Chicerea) насеље је у Румунији у округу Јаши у општини Томешти. Oпштина се налази на надморској висини од 99 m.

## Становништво
Према подацима из 2002. године у насељу је живело 1089 становника, од којих су сви румунске националности.